# Gzyms

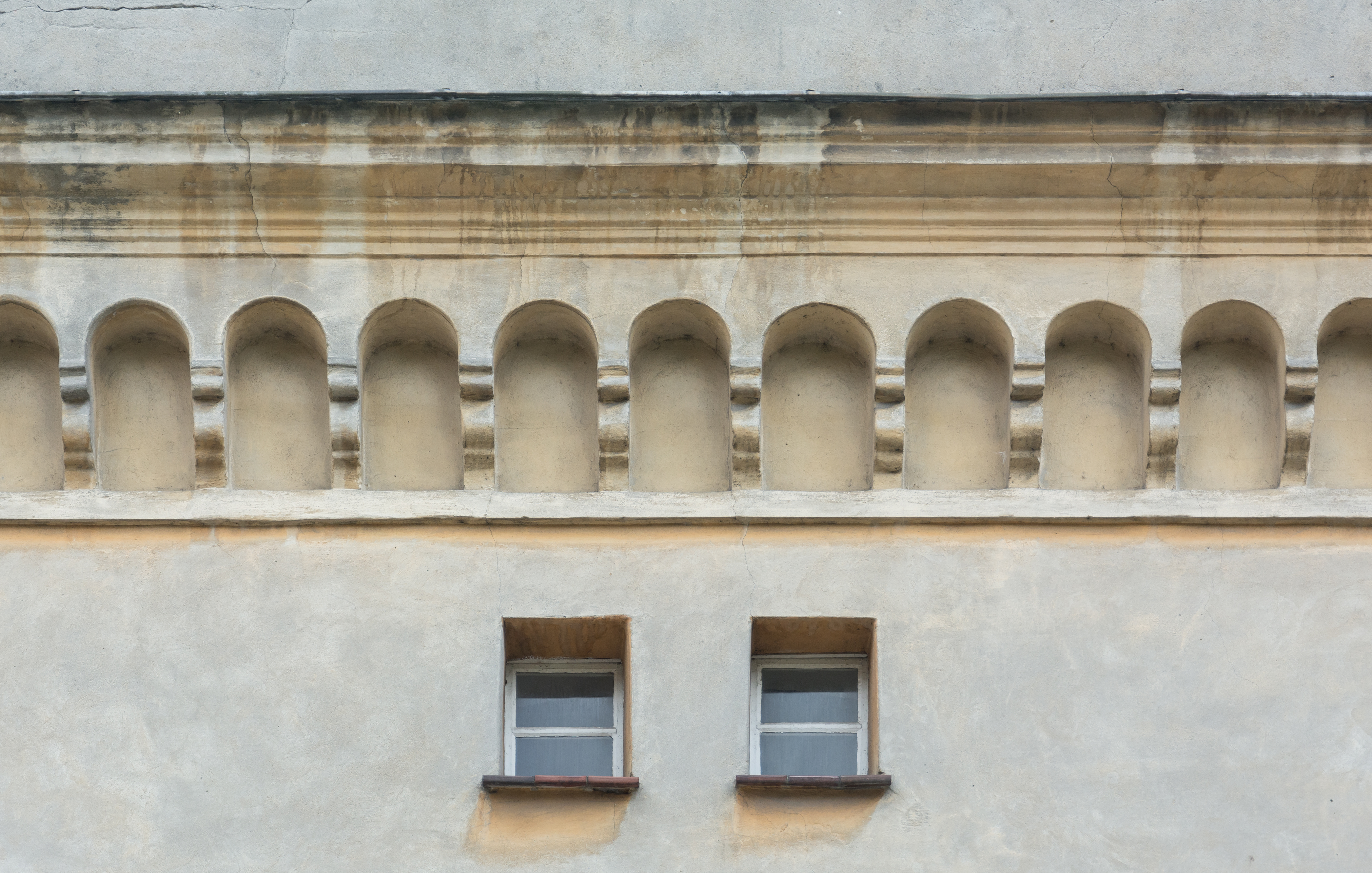
Gzyms arkadowy

Gzyms (niem. Gesims[e]), inaczej korona, krajnik, ucios, plata – wysunięty przed lico ściany, zwykle profilowany element architektoniczny w postaci poziomej listwy wystającej przed lico muru, która chroni elewację budynku lub jej fragment przed ściekającą wodą deszczową.
Gzymsy pełnią również rolę dekoracyjną: stanowią zamknięcie kompozycyjne elewacji (gzyms wieńczący), akcentują podziały poziome ściany (gzyms międzykondygnacyjny) lub poszczególne jej elementy (np. gzyms nadokienny). Gzymsy mogą biec przez całą szerokość elewacji lub przez jej fragment. Mogą być złożone z kilku profilowanych listew lub mieć postać gładkiego pasa. Często podkreślone są ozdobnym fryzem.

## Historia
Początkowo w starożytności nie stosowano gzymsów jako samodzielnych elementów. Zwieńczenie ściany podkreślano poprzez wysunięcie płyty stropowej wykonanej z kamienia albo poprzez wysunięcie drewnianych belek  stropowych, które miały podtrzymywać okapy. W architekturze klasycznej gzyms to najwyższy pas belkowania (gr. geison), chroniący fryzy i koronujący całą entablaturę. Główny jego człon stanowiła płyta chroniąca ścianę przed zaciekami, podparta jednym lub kilkoma poziomymi członami, jak również ząbkami i wspornikami (w klasycznej architekturze rzymskiej). Poza gzymsami kamiennymi w okresie klasycznym zaczęto także tworzyć gzymsy terakotowe z większą różnorodnością elementów dekoracyjnych oraz gzymsy z cegły. W gotyku był bardzo prosty, podcięty pod kątem 45°, z rowkiem zapobiegającym spływaniu wody ku ścianie. Niekiedy dzielił fasadę w postaci gzymsów pośrednich, słabo wyprofilowanych. We wczesnorenesansowych pałacach florenckich występowały tzw. gzymsy okapowe, w formie znacznie wysuniętego, plastycznie ukształtowanego okapu. Barokowe gzymsy posiadały mocno rozbudowane formy, były przerywane czy wyłamywane (gierowane). W okresie neoklasycyzmu następuje powrót do form stosowanych w czasach rzymskich. Od XIX wieku istotniejsza od materiału, z którego wykonano gzyms, staje się forma. To wobec niej dostosowuje  się materiały. W XIX wieku powszechne stają się gzymsy wykonywane z tynku i metalu, a w XX wieku z betonu i żelbetu, a także z desek przybijanych do konstrukcji nośnej, co w efekcie miało być naśladowaniem form kamiennych. Współcześnie stosowane gzymsy są proste i funkcjonalne.

## Podział gzymsów
- zewnętrzne, wśród których wyróżnia się[1][3]:
  - wieńczące (główne, koronujące) – zamykające ścianę budowli;
  - międzykondygnacyjne (kroksztynowe[8], kordonowe, międzypiętrowe) – dzielące płaszczyznę ściany na wysokości stropów pomiędzy poszczególnymi kondygnacjami;
  - cokołowe – oddzielające cokół od lica muru;
  - nadotworowe:
    - nadokienne – gzymsy znajdujące się nad otworami okiennymi, zazwyczaj powielające ich szerokość;
    - naddrzwiowe – gzymsy znajdujące się nad otworami drzwiowymi, zazwyczaj powielające ich szerokość;

  - podokienne – gzymsy znajdujące się pod otworami okiennymi, mogą powielać szerokość otworu lub przebiegać pod wszystkimi oknami danej kondygnacji;

oraz
- wewnętrzne – zdobiące poszczególne elementy wyposażenia, jak ściany, kominki, piece i inne.